# Catherine Girard-Audet
Œuvres principales
La Vie compliquée de Léa Olivier
Compléments
L'ABC des filles
Catherine Girard-Audet (née le 5 avril 1981) est une écrivaine, traductrice et blogueuse québécoise. Elle est l'auteure de la populaire série La vie compliquée de Léa Olivier.

## Biographie
Catherine Girard-Audet est diplômée de l’Université McGill où elle a obtenu un baccalauréat en littérature française, anglaise et espagnole. En 2006, elle obtient un diplôme d'études supérieures en traduction de l'Université Concordia. Elle est la fille de Michel Audet, politicien québécois et ministre des Finances au début des années 2023.
À partir de 2003, Catherine Girard-Audet fait la traduction de plusieurs romans jeunesse, comme Bob l'éponge et Lizzie McGuire. En 2008, elle publie, aux Éditions les Malins (fondées par son frère Marc-André Audet), L’ABC des filles, une encyclopédie pour jeunes adolescentes. La même année, elle tient son propre courrier du cœur et répond aux questions de jeunes filles. Par la suite, Catherine Girard-Audet a rédigé des ouvrages destinés aux adolescents.
En 2011, Catherine Girard-Audet écrit le Guide de la nutrition. Elle publie aussi, aux Éditions Goélette, un roman intitulé Journal intime de la belle-mère (pas si) cruelle de Blanche-Neige. Catherine Girard-Audet a aussi rédigé plusieurs livres documentaires visant un public de 7 à 11 ans. Ces ouvrages sont regroupés dans deux collections distinctes (As-tu vu ? et Comment ça marche ?).
L’année suivante, Catherine Girard-Audet achève le premier tome de La vie compliquée de Léa Olivier. Cette série de romans épistolaires visant un public de jeunes filles raconte les mésaventures de Léa Olivier, une étudiante comme les autres qui se voit contrainte de quitter son village natal pour aller s'établir à Montréal avec sa famille. Les deuxième et troisième tomes de la série, intitulés respectivement Rumeurs et Chantage, sont publiés la même année. Angoisses et Montagnes russes, sont quant à eux parus en 2013. Le sixième tome Tornades est quant à lui paru en mai 2014 alors que le septième tome Trou de beigne est paru le 5 février 2015. Rivales, le huitième tome de la série, est paru en novembre 2015. Le neuvième tome Résolution est paru en novembre 2016, et Léopard potelé en novembre 2017. Girard-Audet a aussi publié quatre hors-séries : La vie un peu moins compliquée de Maude M. Bérubé en 2015, La vie tout aussi compliquée de Marilou Bernier en 2016, La vie quand même un peu compliquée d’Alex Gravel-Côté en 2017 et La vie aussi pas mal compliquée de Jeanne O'Reilly-Sauvé en 2018. La sortie du tome 11 de Léa Olivier est prévue à l’automne 2018.
Au printemps 2018 sont parus les deux premiers tomes de sa nouvelle série Mini-Maude. Il s'agit de romans en gros caractères, s’adressant à des lecteurs débutants. Ils racontent l'enfance du personnage de Maude, issue de la série Léa Olivier.
Le premier tome de La vie compliquée de Léa Olivier en bande dessinée est paru en octobre 2014 et le deuxième tome est sorti en novembre 2015. Cette bande dessinée résulte de la collaboration de Girard-Audet avec les bédéistes belges Didier Alcante et Ludo Borecki.
Au printemps 2013, le premier tome de la série est paru en France, publié par Kennes Éditions.
Depuis 2012, Catherine Girard-Audet est chroniqueuse pour le magazine Cool, où elle est responsable du courrier du cœur.
En 2014, Girard-Audet a été choisie parmi les artistes de l'année par La Presse. Au cours de la même année, elle a été invitée d'honneur au Salon du livre de Montréal,. En 2017, elle a été sélectionnée comme personnalité de la semaine de La Presse.
Après avoir longuement exploré l'univers des romans jeunesses, l'autrice sors, en 2022, sa première trilogie de romans pour jeunes adultes. Intitulé On ne tire pas sur les fleurs pour qu'elles poussent, le premier roman de cette trilogie représente, pour Catherine Girard-Audet, le reflet de sa jeunes vingtaine. Elle explique s'être réellement recueillie dans ses propres souvenirs pour rédiger cette nouvelle série.

## Publications

### Aux Éditions Les Malins
- L'ABC des filles 2009 (2008)
- Le journal de L'ABC (2008)
- Le courrier de Catherine, volume 1 (2009)
- Le livre des tests, tome 1 (2009)
- Mon mini-agenda scolaire 2009-2010 (2009)
- L'ABC des filles 2010 (2009)
- Le courrier de Catherine, volume 2 (2010)
- L'ABC des filles 2011 (2010)
- La puberté chez les gars (2010)
- La puberté chez les filles (2010)
- Guide de gardiennage (2010)
- La mythologie, « As-tu vu ? » (2011)
- Le football, « As-tu vu ? » (2011)
- Les pôles, « As-tu vu ? » (2011)
- L'ABC des filles 2012 (2011)
- Guide de la nutrition (2011)
- Le recyclage, « Comment ça marche ? » (2011)
- Les avions, « Comment ça marche ? » (2011)
- L'électricité, l'électronique et les jeux vidéo, « Comment ça marche ? » (2011)
- Mon journal de fille (2011)
- Le patinage artistique, « As-tu vu ? » (2012)
- La cabane à sucre, « Comment ça marche ? » (2012)
- Bouffe de gars (2012)
- Bouffe de fille (2012)
- L'ABC des filles 2013 (2012)
- La vie compliquée de Léa Olivier, tome 1 : Perdue (2012)
- La vie compliquée de Léa Olivier, tome 2 : Rumeurs (2012)
- La vie compliquée de Léa Olivier, tome 3 : Chantage (2012)
- La vie compliquée de Léa Olivier, tome 4 : Angoisses (2013)
- La vie compliquée de Léa Olivier, tome 5 : Montagnes Russes (2013)
- La vie compliquée de Léa Olivier, tome 6 : Tornades (2014)
- La vie compliquée de Léa Olivier, tome 7 : Trou de beigne (2014)
- La vie compliquée de Léa Olivier, tome 8 : Rivales (2015)
- La vie moins compliquée de Maude M. Bérubé : La reine des abeilles (2015) hors-série
- La vie tout aussi compliquée de Marilou Bernier (2016) hors-série
- Effet secondaire, tome 1: Promis Juré (2013)
- L'ABC des filles 2014 (2013)
- Le journal de Coralie (2014)
- Effet secondaire, tome 2 : Chums interdits  (2015)
- La vie compliquée de Léa Olivier (BD), tome 1 (2014)
- La vie compliquée de Léa Olivier (BD), tome 2 (2015)
- L'ABC des filles 2017 (2016)
- La vie compliquée de Léa Oliver (BD), tome 3 (2016)
- La vie compliquée de Léa Oliver, tome 9 : Résolutions (2016)
- La vie compliquée de Léa Olivier, tome 10 : Léopard potelé (2017)
- Mini-Maude, tome 1 : Duo-tangs et mains moites (2018)
- La vie aussi pas mal compliquée de Jeanne O'Reilly-Sauvé (2018) hors-série
- Mini-Maude, tome 2 : Truites et moustiques (2018)
- La vie compliquée de Léa Olivier, tome 11 : Paris (2018)
- La vie toujours très compliquée des deux Olivier: New York (2019)
- La vie compliquée de Léa Olivier, tome 12 : Montréal (2019)
- Mini Maude, tome 3 : Guerre et tofu (2019)
- La vie compliquée de Léa Olivier, tome 13.1 : Confinée (2020)
- La vie compliquée de Léa Olivier, tome 13.2 : Liberté (2020)
- Le week-end un peu trop compliqué de Maude M. Bérubé et Léa Olivier (2021)
- La vie compliquée de Léa Olivier, tome 14 : La rentrée (2021)
- La vie compliquée de Léa Olivier, tome 15 : La fiesta (2021)
- L'ABC des filles 2023 (2022)
- Mon mini ABC des filles (2022)
- Opération Père Noël (2022)
- La vie compliquée de Léa Olivier. Bonne fête Léa (2022)
- La vie compliquée de Léa Olivier, tome 16 : Bonne année! (2022)
- L'ABC des filles 2024 (2023)
- Mon mini ABC des filles 2024 (2023)
- Opération Pôle Nord (2023)
- La vie compliquée de Léa Olivier, tome 17 : L'avant-dernier (2023)
- Le journal de Marilou, tome 1 : Camp de vacances (2024)
- Le journal de Marilou, tome 2 : S.O.S. louloute (2024)
- La pire année de ma vie, tome 1 (2024)
- La vie compliquée de Léa Olivier, tome 18 : Le dernier (2024)

- La pire année de ma vie, tome 2 (2025)

### Aux Éditions Goélettes
- Journal intime de la belle-mère (pas si) cruelle de Blanche-Neige, collection « L'envers des contes de fées »
- Mémoires d'un nain (pas si) grincheux, collection « L'envers des contes de fées »
- Histoires de filles sous le soleil : Salaud! (2013)

### Aux Éditions du Parc en face
- On ne tire pas sur les fleurs pour qu'elles poussent, tome 1 (2022)
- On ne tire pas sur les fleurs pour qu'elles poussent, tome 2 (2023)
- On ne tire pas sur les fleurs pour qu'elles poussent, tome 3 (2024)